# Weeping Willows
Weeping Willows är en svensk indierockgrupp bildad 1995. Gruppen har gjort sig känd för sina tankfulla, känslosamma låtar, starkt präglade av frontmannen Magnus Carlsons röst.

## Historia
Bandet var från början Stefan Sundströms kompband Apache. Efter att ha sett ett coverband med sångaren Magnus Carlson och Thomas Sundgren (som främst bestod av bartendrar och servitörer från restaurang Kvarnen på Södermalm i Stockholm) slog sig banden ihop. Weeping Willows bildades 1995 som ett coverband som framträdde med romantiska ballader av bland andra Roy Orbison. Utöver Carlsson och Sundgren medverkade Stefan Axelsen, Mats Hedén, Anders Hernestam och Ola Nyström från Apache. Sångaren Magnus Carlson har även gett ut skivor som soloartist. 
Carlson och övriga bandmedlemmar började skriva egen musik och debuterade 1997. Sångaren Magnus Carlsons känslosamma sångröst påminde om den sorts musik från 1950-talet och 1960-talet som musiken var inspirerad av. Bandet intervjuades 1998 i tidningen Vi när de precis hade släppt sin första skiva. Redan då kallades de ”Sveriges intressantaste musikgrupp". Med det tredje albumet Into the Light ändrade dock bandet profil en smula och lät sig inspireras mer av grupper som Depeche Mode, inte minst genom bruket av synthesizers och effekter. Med det påföljande albumet, Presence utvecklade bandet ett mer modernt sound med influenser av bland andra Morrissey, exempelvis genom att i större utsträckning än tidigare använda sig av distade gitarrer.
Deras hittills största hit är "Touch Me". Gruppens låtar behandlar ofta klassiska ämnen inom sånger, som olycklig kärlek, ensamhet och hjärtesorg. Genom åren har bandet placerat sig bra på bland annat Trackslistan, med en topplacering på plats 5 på listan med grupper 2002. 2004 kom bandet på plats 8 med låten "Stairs". I slutet av augusti 2006 låg de på plats 99 på listan över de band som varit mest framgångsrika i Sverige sedan 1985. 
Låten "Blue and Alone" från skivan Broken Promise Land är ledmotiv till den svenska komediserien Pistvakt – En vintersaga.
Bandet deltog i filmen Offside 2006 på Stenfors BK:s efterfest där de framförde låtarna "Heart of Hearts" och "Try It Once Again".

## Medlemmar

### Nuvarande
- Magnus Carlson – sång 1995-
- Ola Nyström – gitarr, bakgrundssång 1995-
- Anders Hernestam – trummor 1995-
- Niko Röhlcke – gitarr, klaviatur, pedal steel guitar 1995-

### Tidigare bandmedlemmar
- Mats Hedén – klaviatur 1995-20??
- Stefan Axelsen – bas 1995-201?
- Thomas Sundgren – tamburin, percussion 1995-1998

### Turnerande medlemmar
- Anders Kappelin – bas

## Diskografi

### Album
- 1997 – Broken Promise Land
- 1999 – Endless Night
- 2002 – Into the Light
- 2004 – Presence
- 2005 – Singles Again
- 2007 – Fear & Love
- 2014 – The Time Has Come
- 2014 – Christmas Time Has Come
- 2016 – Tomorrow Became Today
- 2019 – After Us
- 2021 – Songs of Winter
- 2022 – In Concert
- 2022 – The Dreams We Weave

### DVD
- 2005 – Live in Helsinki